# 查干诺尔镇
查干诺尔镇，是中华人民共和国内蒙古自治区赤峰市巴林右旗下辖的一个乡镇级行政单位。

## 行政区划
查干诺尔镇下辖以下地区：
羊场村、额尔根勿苏村、二八地村、上石村、下石村、查干花村、海拉逊扎拉嘎村、楼子嘎查、图力嘎嘎查、伊和德日苏嘎查、查干诺尔嘎查、巴日图嘎查、大坝嘎查委会和小城子村。